# Nörd-Holmtjärnen
Nörd-Holmtjärnen är en sjö i Arvidsjaurs kommun i Lappland och ingår i Byskeälvens huvudavrinningsområde. Sjön har en area på 0,069 kvadratkilometer och ligger 350,4 meter över havet.

## Delavrinningsområde
Nörd-Holmtjärnen ingår i det delavrinningsområde (726218-167957) som SMHI kallar för Ovan VDRID = Krokträskbäcken i Byskeälvens vatten*. Medelhöjden är 337 meter över havet och ytan är 14,03 kvadratkilometer. Räknas de 157 avrinningsområdena uppströms in blir den ackumulerade arean 2 187,08 kvadratkilometer. Avrinningsområdets utflöde Byskeälven mynnar i havet. Avrinningsområdet består mestadels av skog (83 procent). Avrinningsområdet har 0,47 kvadratkilometer vattenytor vilket ger det en sjöprocent på 3,3 procent.